# Bupleurum papillosum
Bupleurum papillosum är en flockblommig växtart som beskrevs av Dc. Bupleurum papillosum ingår i släktet harörter, och familjen flockblommiga växter. Inga underarter finns listade i Catalogue of Life.